# Cuphea polymorpha
Cuphea polymorpha är en fackelblomsväxtart som beskrevs av St.-hil.. Cuphea polymorpha ingår i släktet blossblommor, och familjen fackelblomsväxter. Utöver nominatformen finns också underarten C. p. vincoides.